# Тунч Сойер
Тунч Сойер (на турски: Tunç Soyer) е турски адвокат, политик от Републиканската народна партия. От 2019 г. е кмет на Измир. В периода от 2009 до 2019 г. е кмет на Сеферхисар.

## Биография
Тунч Сойер е роден през 1959 г. в град Анкара.
На проведените през 2019 г. местни избори в Турция е кандидат за кмет на Измир от Републиканската народна партия. Получава доверието на 58.06 % от гласувалите, след него е кандидата на Партията на справедливостта и развитието Нихат Зейбекчи с 38.67 %.